# Adolf Strauß
Adolf Strauß, nemški general, * 6. september 1879, Schmerke, † 20. marec 1973, Lübeck.